# Liste von Seebrücken in den Vereinigten Staaten

Der Oceanside Pier

Die Liste von Seebrücken in den Vereinigten Staaten verzeichnet Seebrücken (englisch: Piers) in den Vereinigten Staaten.

## Liste

### Illinois
| Name      | Ort     | Länge | Abbildung |
| --------- | ------- | ----- | --------- |
| Navy Pier | Chicago |       |           |

### Kalifornien
| Name                  | Ort              | Länge | Abbildung |
| --------------------- | ---------------- | ----- | --------- |
| Balboa Pier           | Newport Beach    |       |           |
| Newport Pier          | Newport Beach    | 315 m |           |
| Oceanside Pier        | Oceanside        | 596 m |           |
| San Clemente Pier     | San Clemente     | 395 m |           |
| Santa Monica Pier     | Santa Monica\|   |       |           |
| Stearns Wharf         | Santa Barbara    |       |           |
| Pier 39               | San Francisco\|  |       |           |
| Huntington Beach Pier | Huntington Beach |       |           |
|                       | Santa Cruz       |       |           |
| Mailbu Pier           | Malibu           |       |           |

### New Jersey
| Name       | Ort           | Länge | Abbildung |
| ---------- | ------------- | ----- | --------- |
| Steel Pier | Atlantic City |       |           |

### North Carolina
| Name                         | Ort                | Länge | Abbildung |
| ---------------------------- | ------------------ | ----- | --------- |
| Crystal Pier                 | Wrightsville Beach | 140 m |           |
| Johnnie Mercers Fishing Pier | Wrightsville Beach | 230 m |           |